# Quaich
 (octobre 2015).
Si vous disposez d'ouvrages ou d'articles de référence ou si vous connaissez des sites web de qualité traitant du thème abordé ici, merci de compléter l'article en donnant les références utiles à sa vérifiabilité et en les liant à la section « Notes et références ».

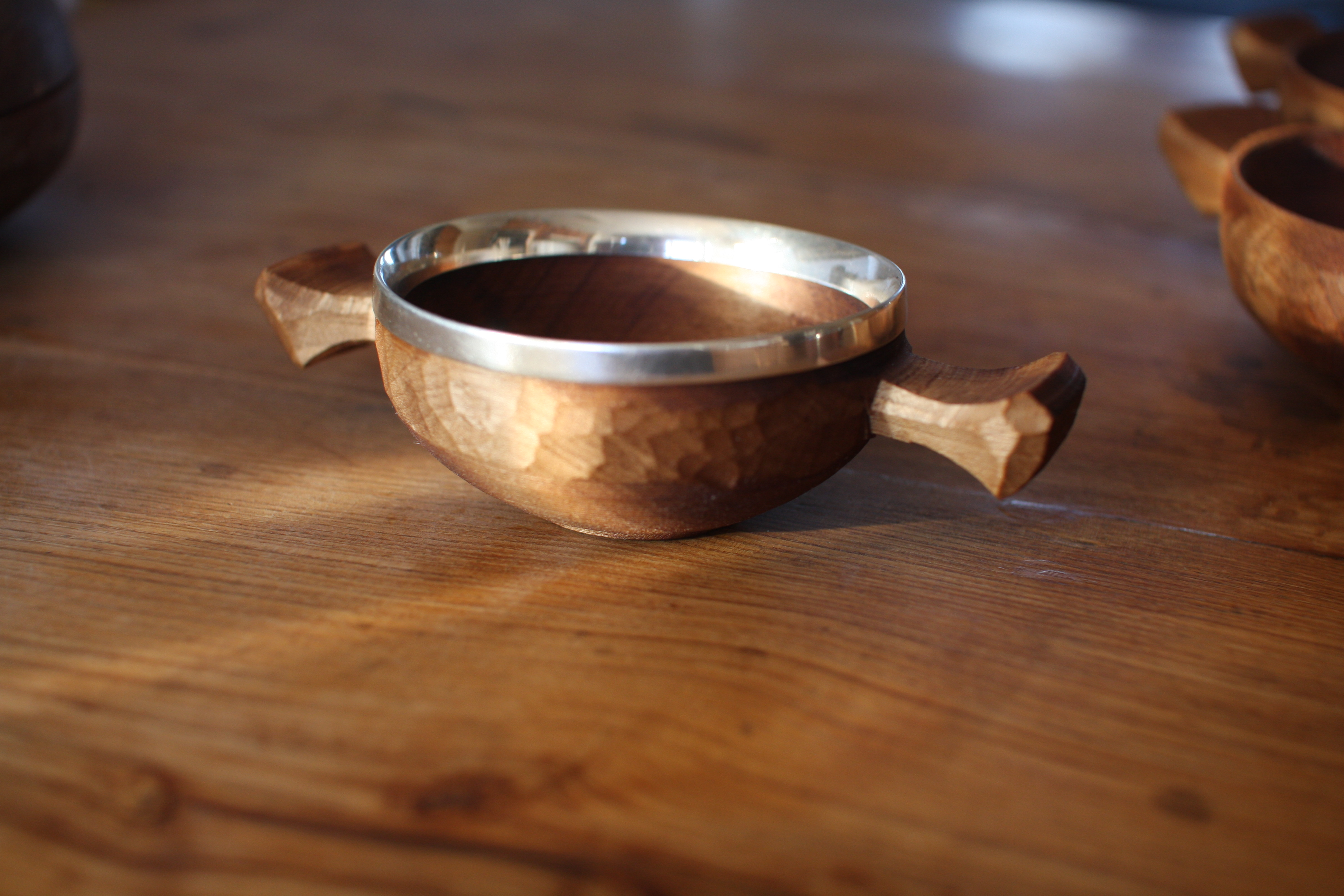
Un quaich en bois et en argent.

Un quaich est un récipient d'origine écossaise, initialement destiné aux boissons alcoolisées. Au XXIe siècle, il sert davantage de trophée, ou de simple cadeau.
Le quaich est attesté au XVIIe siècle : il s’agit alors d’un bol en bois utilisé pour boire. Au cours de leur évolution, ils sont de plus en plus fabriqués en métal (notamment en argent) et sont décernés comme récompenses lors de compétitions. Par exemple, il existe un quaich en argent des Jeux de la Jeunesse du Commonwealth, créé pour la première édition à Édimbourg et transmis lors des éditions suivantes ; chaque athlète médaillé aux Jeux du Commonwealth de Glasgow, en 2014, reçoit un quaich en bois.
Les membres du Clan Grant de la région de Lévis au Québec l'utilisent encore aujourd'hui pour boire du Scotch Whisky en famille ou entre amis.

## Galerie

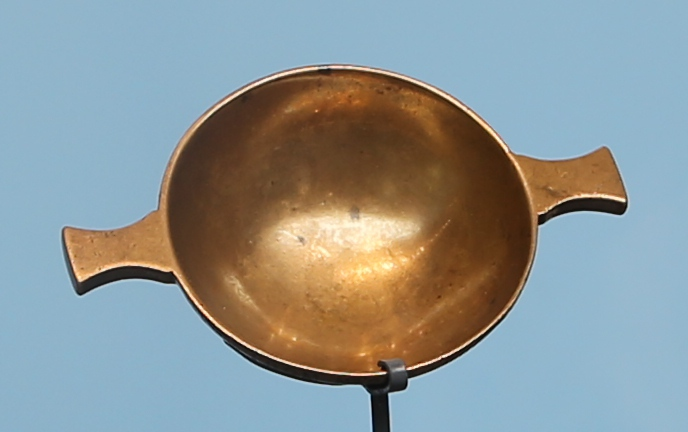
Quaich commémoratif de la Catastrophe ferroviaire du pont sur le Tay, en bronze.
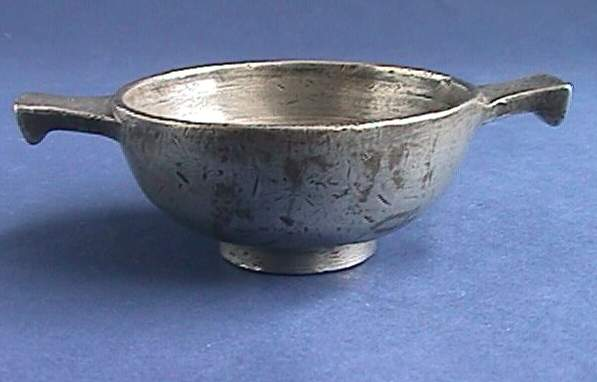
Quaich en étain, XVIIe siècle.
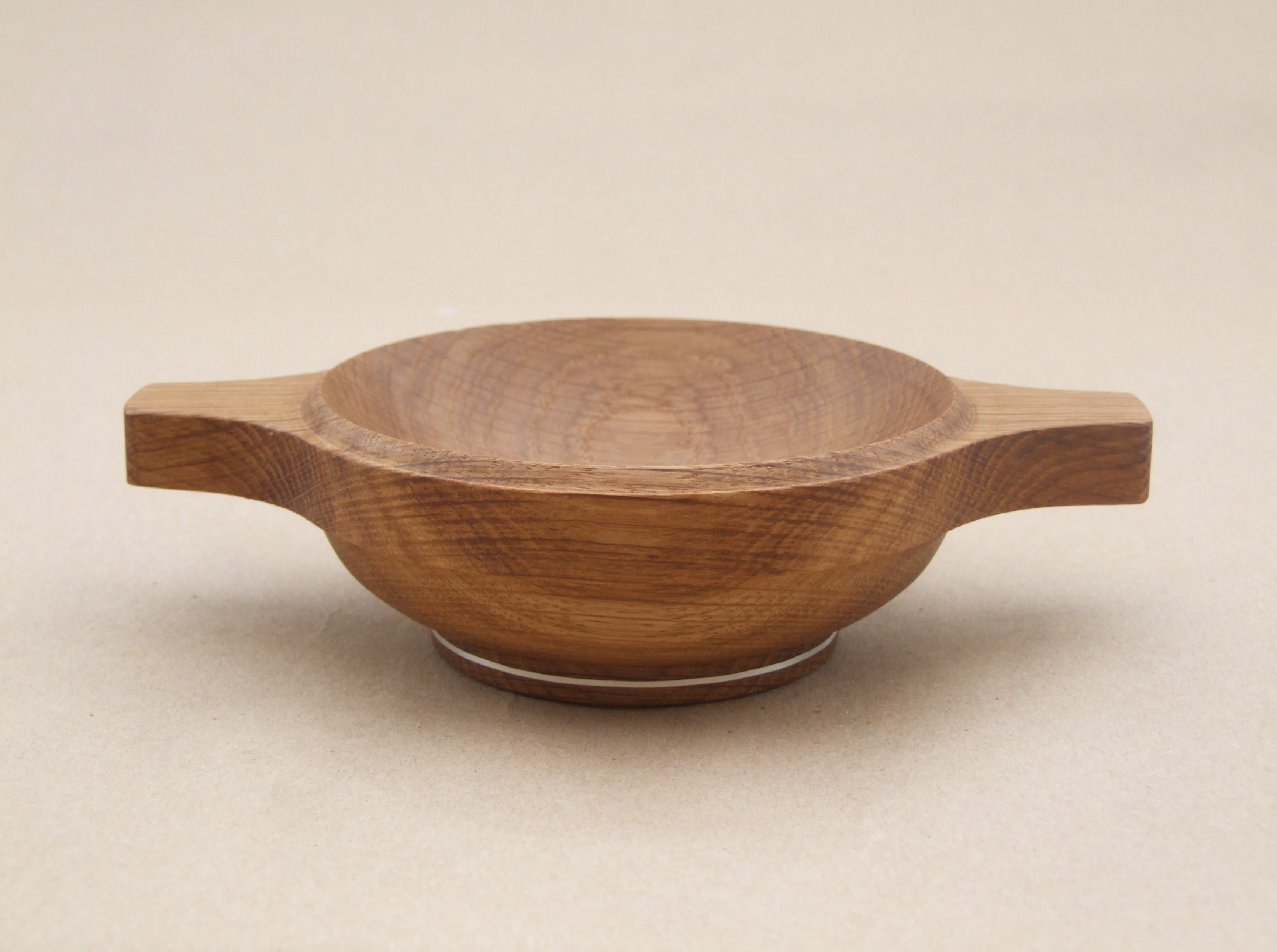
Quaich en chêne, 2009.